# Démographie de l'Essonne
La démographie de l'Essonne est caractérisée par une très forte densité et une population jeune qui croît rapidement depuis les années 1950.
Avec ses 1 324 546 habitants en 2022, le département français de l'Essonne se situe en 14e position sur le plan national.
En six ans, de 2015 à 2021, sa population s'est accrue de près de 37 600 unités, c'est-à-dire de plus ou moins 6 300 personnes par an. Mais cette variation est différenciée selon les 194 communes que comporte le département.
La densité de population de l'Essonne, 734,2 habitants par kilomètre carré en 2022, est sept fois supérieure à celle de la France entière qui est de 107,1 hab./km2 pour la même année.

## Évolution démographique
Depuis la création du département le 1er janvier 1968, sa population a crû rapidement passant de 673 325 habitants lors du premier recensement de 1968 à 923 063 résidents en 1975 puis a connu une croissance moins rapide pour atteindre 988 000 personnes en 1982 et pour ne dépasser le million qu'en 1990. 
En 2022, le département comptait 1 324 546 habitants, en évolution de +2,89 % par rapport à 2016 (France hors Mayotte : +2,11 %).
| 1881    | 1886    | 1891    | 1896    | 1901    | 1906    | 1911    | 1921    | 1926    |
| ------- | ------- | ------- | ------- | ------- | ------- | ------- | ------- | ------- |
| 140 027 | 147 685 | 151 726 | 159 498 | 164 617 | 169 651 | 177 385 | 187 188 | 228 013 |

| 1931    | 1936    | 1946    | 1954    | 1962    | 1968    | 1975    | 1982    | 1990      |
| ------- | ------- | ------- | ------- | ------- | ------- | ------- | ------- | --------- |
| 271 094 | 286 896 | 293 932 | 350 987 | 479 225 | 673 325 | 923 063 | 988 000 | 1 084 824 |

| 1999      | 2006      | 2011      | 2016      | 2021      | 2022      | - | - | - |
| --------- | --------- | --------- | --------- | --------- | --------- | - | - | - |
| 1 134 238 | 1 198 273 | 1 225 191 | 1 287 330 | 1 313 768 | 1 324 546 | - | - | - |

## Population par divisions administratives

### Arrondissements
Le département de l'Essonne comporte trois arrondissements. La population se concentre principalement sur l'arrondissement de Palaiseau, qui recense 49 % de la population totale du département en 2022, avec une densité de 1 331,1 hab./km2, contre 41 % pour l'arrondissement d'Évry et 10 % pour celui d'Étampes.
| Arrondissement  | Population(2022) | Variation(2022/2016)                       | Superficie(km2) | Densité(hab./km2) |
| --------------- | ---------------- | ------------------------------------------ | --------------- | ----------------- |
| Palaiseau       | 644 266          | en évolution de +3,81 % par rapport à 2016 | 484             | 1 331,1           |
| Évry            | 546 675          | en évolution de +1,94 % par rapport à 2016 | 469             | 1 165,6           |
| Étampes         | 133 605          | en évolution de +2,41 % par rapport à 2016 | 851,4           | 156,9             |
| Source : Insee. |                  |                                            |                 |                   |

### Communes de plus de25 000 habitants
Sur les 194 communes que comprend le département de l'Essonne, 103 ont en 2021 une population municipale supérieure à 2 000 habitants, 66 ont plus de 5 000 habitants, 38 ont plus de 10 000 habitants, 22 ont plus de 20 000 habitants, 17 ont plus de 25 000 habitants et trois ont plus de 50 000 habitants : Évry-Courcouronnes, Corbeil-Essonnes et Massy.
Les évolutions respectives des communes de plus de 25 000 habitants sont présentées dans le tableau ci-après.
| Commune                   | Population(2022) | Variation(2022/2016)                       | Superficie(km2) | Densité(hab./km2) |
| ------------------------- | ---------------- | ------------------------------------------ | --------------- | ----------------- |
| Évry-Courcouronnes        | 66 700           | -                                          | 12,7            | 5 252             |
| Corbeil-Essonnes          | 53 712           | en évolution de +5,22 % par rapport à 2016 | 11,01           | 4 878,5           |
| Massy                     | 50 597           | en évolution de +1,35 % par rapport à 2016 | 9,43            | 5 365,5           |
| Savigny-sur-Orge          | 37 775           | en évolution de +4,04 % par rapport à 2016 | 6,97            | 5 419,7           |
| Athis-Mons                | 36 451           | en évolution de +8,19 % par rapport à 2016 | 8,56            | 4 258,3           |
| Sainte-Geneviève-des-Bois | 35 714           | en évolution de −0,4 % par rapport à 2016  | 9,27            | 3 852,6           |
| Palaiseau                 | 36 067           | en évolution de +5,71 % par rapport à 2016 | 11,51           | 3 133,5           |
| Vigneux-sur-Seine         | 31 233           | en évolution de −0,07 % par rapport à 2016 | 8,77            | 3 561,3           |
| Viry-Châtillon            | 31 112           | en évolution de +1,76 % par rapport à 2016 | 6,07            | 5 125,5           |
| Ris-Orangis               | 30 283           | en évolution de +5,16 % par rapport à 2016 | 8,71            | 3 476,8           |
| Draveil                   | 29 824           | en évolution de +1,86 % par rapport à 2016 | 15,75           | 1 893,6           |
| Yerres                    | 28 349           | en évolution de −1,63 % par rapport à 2016 | 9,84            | 2 881             |
| Grigny                    | 26 500           | en évolution de −8,49 % par rapport à 2016 | 4,87            | 5 441,5           |
| Brétigny-sur-Orge         | 26 658           | en évolution de +1,46 % par rapport à 2016 | 14,56           | 1 830,9           |
| Étampes                   | 26 601           | en évolution de +8,92 % par rapport à 2016 | 40,92           | 650,1             |
| Brunoy                    | 25 792           | en évolution de −1,01 % par rapport à 2016 | 6,62            | 3 896,1           |
| Les Ulis                  | 25 633           | en évolution de +3,08 % par rapport à 2016 | 5,18            | 4 948,5           |
| Source : Insee.           |                  |                                            |                 |                   |

## Structures des variations de population

### Soldes naturels et migratoires depuis 1968
L'augmentation moyenne annuelle très forte dans les années 1970, a diminué, passant de 4,6 à 0,5 %.
Le solde naturel annuel qui est la différence entre le nombre de naissances et le nombre de décès enregistrés au cours d'une même année diminue, passant de 1,2 à 0,8 %. La baisse du taux de natalité, qui passe de 19,2 à 14,4 ‰, est en fait compensée par une baisse plus faible du taux de mortalité, qui parallèlement passe de 7,3 à 6,4 ‰.
Le flux migratoire diminue également, le taux annuel passant de 3,4 à −0,3 % .
| Indicateurs démographiques                       | 1968 à1975 | 1975 à1982 | 1982 à1990 | 1990 à1999 | 1999 à2010 | 2010 à2015 | 2015 à2021 |
| ------------------------------------------------ | ---------- | ---------- | ---------- | ---------- | ---------- | ---------- | ---------- |
| Variation annuelle moyenne de la population en % | 4,6        | 1,0        | 1,2        | 0,5        | 0,6        | 1,0        | 0,5        |
| - due au solde naturel en %                      | 1,2        | 0,9        | 0,9        | 0,9        | 0,9        | 0,9        | 0,8        |
| - due au solde apparent des entrées sorties en % | 3,4        | 0,1        | 0,3        | -0,4       | -0,3       | 0,1        | -0,3       |
| Taux de natalité en ‰                            | 19,2       | 15,5       | 15,1       | 15,0       | 15,0       | 15,0       | 14,4       |
| Taux de mortalité en ‰                           | 7,3        | 6,6        | 6,3        | 6,2        | 6,0        | 5,9        | 6,4        |
| Source : Insee.                                  |            |            |            |            |            |            |            |

### Mouvements naturels sur la période 2014-2022
En 2014, 18 903 naissances ont été dénombrées contre 7 384 décès. Le nombre annuel des naissances a diminué depuis cette date, passant à 18 309 en 2022, indépendamment à une augmentation, mais relativement faible, du nombre de décès, avec 9 176 en 2022. Le solde naturel est ainsi positif et diminue, passant de 11 519 à 9 133.
Pour des raisons techniques, il est temporairement impossible d'afficher le graphique qui aurait dû être présenté ici.

## Densité de population
La densité de population est en augmentation depuis 1968, en cohérence avec l'augmentation de la population.
En 2021, la densité était de 728,1 hab./km2.
| 1968 |  | 373.2 |  |

| 1975 |  | 511.6 |  |

| 1982 |  | 547.6 |  |

| 1990 |  | 601.2 |  |

| 1999 |  | 628.6 |  |

| 2010 |  | 673.5 |  |

| 2015 |  | 707.3 |  |

| 2021 |  | 728.1 |  |

## Répartition par sexes et tranches d'âges
La population du département est plus jeune qu'au niveau national.
En 2021, le taux de personnes d'un âge inférieur à 30 ans s'élève à 39,6 %, soit au-dessus de la moyenne nationale (35,1 %). À l'inverse, le taux de personnes d'âge supérieur à 60 ans est de 20,7 % la même année, alors qu'il est de 26,6 % au niveau national.
En 2021, le département comptait 644 059 hommes pour 669 709 femmes, soit un taux de 50,98 % de femmes, légèrement inférieur au taux national (51,61 %).
Les pyramides des âges du département et de la France s'établissent comme suit.
| Hommes | Classe d’âge | Femmes |
| ------ | ------------ | ------ |
| 0,5    | 90 ou +      | 1,4    |
| 5,4    | 75-89 ans    | 7,2    |
| 12,9   | 60-74 ans    | 13,9   |
| 20     | 45-59 ans    | 19,4   |
| 19,9   | 30-44 ans    | 20,1   |
| 20     | 15-29 ans    | 18,2   |
| 21,3   | 0-14 ans     | 19,8   |

| Hommes | Classe d’âge | Femmes |
| ------ | ------------ | ------ |
| 0,7    | 90 ou +      | 1,9    |
| 7,0    | 75-89 ans    | 9,5    |
| 16,6   | 60-74 ans    | 17,5   |
| 20,0   | 45-59 ans    | 19,5   |
| 18,8   | 30-44 ans    | 18,3   |
| 18,3   | 15-29 ans    | 16,7   |
| 18,6   | 0-14 ans     | 16,7   |

### Répartition par classes d'âges de 1990 à 2007
Département jeune par sa date de création, l’Essonne l’est aussi relativement par sa population, même si l’analyse des trois dernières pyramides des âges établies en 1990, 1999 et 2006 tend à montrer un certain vieillissement de la population. Ainsi, on remarque une tendance à l’augmentation des classes d’âges de quarante-cinq ans et plus, nettement marquée pour la catégorie des quarante-cinq à cinquante-neuf ans et « l’apparition » de la catégorie des plus de quatre-vingt-neuf ans, presque inexistante en 1990. Par voie de conséquence, les catégories plus jeunes diminuent proportionnellement, de façon plus marquée pour les jeunes adultes de quinze à vingt-neuf ans, tandis que la catégorie des jeunes enfants conserve une représentativité assez stable autour de 20 % de la population.
| Hommes | Classe d’âge | Femmes |
| ------ | ------------ | ------ |
| 0,0    | 90 ans ou +  | 0,1    |
| 2,9    | 75 à 89 ans  | 5,7    |
| 8,0    | 60 à 74 ans  | 9,1    |
| 17,6   | 45 à 59 ans  | 16,6   |
| 25,1   | 30 à 44 ans  | 24,7   |
| 24,9   | 15 à 29 ans  | 23,6   |
| 21,4   | 0 à 14 ans   | 20,2   |

| Hommes | Classe d’âge | Femmes |
| ------ | ------------ | ------ |
| 0,1    | 90 ans ou +  | 0,2    |
| 3,3    | 75 à 89 ans  | 6,0    |
| 10,3   | 60 à 74 ans  | 11,1   |
| 19,9   | 45 à 59 ans  | 19,4   |
| 23,7   | 30 à 44 ans  | 23,5   |
| 21,7   | 15 à 29 ans  | 20,2   |
| 21,0   | 0 à 14 ans   | 19,5   |

| Hommes | Classe d’âge | Femmes |
| ------ | ------------ | ------ |
| 0,3    | 90 ans ou +  | 0,8    |
| 3,8    | 75 à 89 ans  | 6,1    |
| 10,6   | 60 à 74 ans  | 11,2   |
| 20,1   | 45 à 59 ans  | 20,1   |
| 22,7   | 30 à 44 ans  | 22,3   |
| 20,9   | 15 à 29 ans  | 19,6   |
| 21,6   | 0 à 14 ans   | 19,9   |

| Hommes | Classe d’âge | Femmes |
| ------ | ------------ | ------ |
| 0,3    | 90 ans ou +  | 0,8    |
| 4,0    | 75 à 89 ans  | 6,4    |
| 10,8   | 60 à 74 ans  | 11,3   |
| 20,0   | 45 à 59 ans  | 20,1   |
| 22,5   | 30 à 44 ans  | 22,0   |
| 20,9   | 15 à 29 ans  | 19,5   |
| 21,6   | 0 à 14 ans   | 19,9   |

## Répartition par catégories socioprofessionnelles
La catégorie socioprofessionnelle des cadres et professions intellectuelles supérieures est surreprésentée par rapport au niveau national. Avec 14,3 % en 2021, elle est 4,2 points au-dessus du taux national (10,1 %). La catégorie socioprofessionnelle des retraités est quant à elle sous-représentée par rapport au niveau national. Avec 21,1 % en 2021, elle est 5,7 points en dessous du taux national (26,8 %).
| Catégorie socioprofessionnelle                    | 2015      | 2015 | 2021      | 2021 | Détails de l'année 2021 | Détails de l'année 2021 | Détails de l'année 2021            | Détails de l'année 2021            | Détails de l'année 2021            |
| Catégorie socioprofessionnelle                    | Nb        | %    | Nb        | %    | Hommes                  | Femmes                  | Part en % de la population âgée de | Part en % de la population âgée de | Part en % de la population âgée de |
| Catégorie socioprofessionnelle                    | Nb        | %    | Nb        | %    | Hommes                  | Femmes                  | 15 à 24 ans                        | 25 à 54 ans                        | 55 ans ou +                        |
| ------------------------------------------------- | --------- | ---- | --------- | ---- | ----------------------- | ----------------------- | ---------------------------------- | ---------------------------------- | ---------------------------------- |
| Agriculteurs exploitants                          | 830       | 0,1  | 823       | 0,1  | 639                     | 184                     | 0,0                                | 0,1                                | 0,1                                |
| Artisans, commerçants, chefs d'entreprise         | 27 891    | 2,8  | 31 395    | 3,0  | 23 146                  | 8 249                   | 0,6                                | 4,4                                | 2,1                                |
| Cadres et professions intellectuelles supérieures | 136 531   | 13,5 | 150 218   | 14,3 | 87 587                  | 62 630                  | 3,6                                | 21,8                               | 8,4                                |
| Professions intermédiaires                        | 178 170   | 17,6 | 180 171   | 17,2 | 81 215                  | 98 956                  | 10,2                               | 25,7                               | 8,0                                |
| Employés                                          | 177 291   | 17,6 | 175 434   | 16,7 | 51 462                  | 123 972                 | 13,9                               | 23,7                               | 7,8                                |
| Ouvriers                                          | 103 698   | 10,3 | 103 879   | 9,9  | 85 365                  | 18 514                  | 8,5                                | 14,0                               | 4,6                                |
| Retraités                                         | 215 713   | 21,4 | 221 316   | 21,1 | 99 898                  | 121 418                 | 0,0                                | 0,2                                | 61,7                               |
| Autres personnes sans activité professionnelle    | 169 665   | 16,8 | 186 251   | 17,7 | 80 758                  | 105 493                 | 63,2                               | 10,2                               | 7,2                                |
| Ensemble                                          | 1 009 789 | 100  | 1 049 486 | 100  | 510 069                 | 539 416                 | 100                                | 100                                | 100                                |
| Sources : Insee,.                                 |           |      |           |      |                         |                         |                                    |                                    |                                    |